# ألبي (إيطاليا)
ألبي (بالإيطالية: Albi ؛ كالابريان: Iàrbi) هي مدينة و كومونا في مقاطعة قطنصار في الجزء الشرقي الجنوبي الشرقي من قلورية، إيطاليا.